# Голомша Ярослав Ярославович
Яросла́в Яросла́вович Голо́мша (нар. 18 серпня 1961, Тухля, СРСР) — український міліціонер, генерал-майор МВС, начальник ГУ МВС у Рівненській (2007—2010) та Київській області (2014). Брат екс-заступника Генерального прокурора України Миколи Голомші.

## Життєпис
Ярослав Голомша народився у селі Тухля, що на Львівщині. Протягом 1980—1982 років проходив службу в лавах Збройних сил СРСР. У 1987 році закінчив Тернопільський фінансово-економічний інститут.
25 квітня 2014 року був призначений на посаду начальника ГУ МВС України у Київській області. 29 жовтня того ж року був звільнений із займаної посади згідно з законом про люстрацію із забороною обіймати посади, щодо яких здійснюється очищення, протягом 10 років.

## Нагороди
- Нагрудний знак «Лицар Закону»
- Нагрудний знак «Хрест Слави»
- Відзнака МВС України «За безпеку народу» I ст.
- Відзнака МВС України «За безпеку народу» II ст.
- Відзнака МВС України «За міжнародне співробітництво у правоохоронній діяльності»
- Відзнака МВС України «Закон і честь»
- Відзнака МВС України Почесний знак МВС України
- Відзнака МВС України «За відзнаку в службі» I ст.
- Відзнака МВС України «За відзнаку в службі» II ст.
- Відзнака МВС України — медаль «За сумлінну службу» I, II та III ст.
- Медаль «За бойове співробітництво» (Росія)